# Yên Hà
Yên Hà là một xã thuộc huyện Quang Bình, tỉnh Hà Giang, Việt Nam.

## Địa lý
Xã Yên Hà nằm ở phía đông nam huyện Quang Bình, có vị trí địa lý:
- Phía đông giáp huyện Bắc Quang và xã Hương Sơn
- Phía tây giáp xã Bằng Lang
- Phía nam giáp xã Tiên Yên và xã Xuân Giang
- Phía bắc giáp xã Tân Trịnh.

Xã Yên Hà có diện tích 40,40 km², dân số năm 2019 là 3.785 người, mật độ dân số đạt 94 người/km².

## Lịch sử
Trước đây, Yên Hà là một xã thuộc huyện Bắc Quang.
Ngày 19 tháng 2 năm 1986, Hội đồng Bộ trưởng ban hành Quyết định số 14/1986/QĐ-HĐBT về việc thành lập xã Việt Hồng trên cơ sở điều chỉnh 570 hécta đất với 205 nhân khẩu của xã Yên Hà.
Sau khi điều chỉnh, xã Yên Hà có diện tích tự nhiên 681 hécta với 1.971 nhân khẩu.
Ngày 29 tháng 8 năm 1994, Chính phủ ban hành Nghị định số 112/1994/NĐ-CP về việc thành lập xã Xuân Giang từ một phần của xã Yên Hà.
Ngày 1 tháng 12 năm 2003, Chính phủ ban hành Nghị định 146/2003/NĐ-CP về việc thành lập huyện Quang Bình trên cơ sở điều chỉnh xã Yên Hà thuộc huyện Bắc Quang sang trực thuộc huyện Quang Bình.